# Masdevallia porphyrea
Masdevallia porphyrea är en orkidéart som beskrevs av Carlyle August Luer. Masdevallia porphyrea ingår i släktet Masdevallia och familjen orkidéer. Inga underarter finns listade i Catalogue of Life.